# アラクニー・ソラーラ
アラクニー・ソラーラ（Arachne Solara）は『ルーンクエスト』の背景世界グローランサに登場する架空の神性。他の神性のセクションなどでも言及されることがある「大いなる盟約（時とも呼ばれる）」の母であり、現在のグローランサを統べる、もっとも強大な女神であるにもかかわらず、ほとんどルール上での言及がされない謎の存在。自身と同様に謎に満ちた「無限」のルーンを所有する。この女神を組織的に信仰しているものはいない。
保有するルーンは「支配」「無限」「魔術」であり、これら全てのルーンの根源である。

## 神話
蜘蛛の姿で描かれる女神であるが、グローランサの蜘蛛の女神はアラネアと呼ばれる別の神性である。
大暗黒の終わりに、地界においてエントロピーと虚無と滅びの混沌神“神殺し”カージャボールを生きたまま貪り喰らい、「実在」と「エントロピー」、そして「法」と「混沌」とを組み合わせ、「時」と呼ばれる新しい神を生んだ。大暗黒のさなかの大破壊でグローランサは「壊れて」おり、アラクニー・ソラーラは294柱（グローランサの一年の日数と同じである）の僕とともに自らの網で世界をつなぎとめ、編み上げたとされる。
こうしてつぎはぎになったグローランサは大変もろくなっており、神々がその力を自由に揮える場所ではなくなってしまった。そのようなことをすれば世界をつなぎとめる糸がほつれ、世界に混沌が侵入するきっかけとなるのである。混沌との戦いに倦んだ神々は「時」の支配を受け入れ、神代に行った行為を通じてしか世界に干渉できなくなった。太陽が昇り沈むのも、季節が巡るのも、全て「時」の力である。「時」の到来して以後を「歴史時代」、それ以前を「神話時代」と区別する。

## 関連する神
グローランサに存在する神は全て「大いなる盟約」の支配を受け入れており、明確な敵対神を持たない。
赤の女神
ルナー帝国の守護女神の再生は「大いなる盟約」の修正事項として神々に受け入れられた。彼女はアラクニー・ソラーラの時の力の秘密を知っていると自称している。
アラネア（aranea）
グローランサの蜘蛛の女神。アヴァロンヒル版サプリメント“Troll Gods（未訳）”の記述内に友好カルトとしてわずかにアラクニー・ソラーラの記述がある。